# Université pontificale
Une université pontificale est une université catholique romaine établie sous l'autorité directe du Saint-Siège. Elle est régie par le Code de droit canonique de 1983, articles 815 ff., selon lequel elle est établie pour donner des grades académiques en théologie sacrée, droit canonique, écriture sainte et philosophie. En pratique, beaucoup de ces universités délivrent aussi d'autres diplômes.

## Liste des facultés, instituts et université pontificales

### Allemagne
- Université catholique d'Eichstätt-Ingolstadt (de)

### Argentine
- Université pontificale catholique d'Argentine

### Belgique
- Université catholique de Louvain
- Katholieke Universiteit Leuven

### Brésil
- Université pontificale catholique de Campinas
- Université pontificale catholique de Goiás
- Université pontificale catholique du Minas Gerais
- Université pontificale catholique du Paraná
- Université pontificale catholique de Rio de Janeiro
- Université pontificale catholique du Rio Grande do Sul
- Université pontificale catholique de São Paulo

### Canada
- Université pontificale d'études médiévales
- Université Saint-Paul d'Ottawa
- Université de Sherbrooke
- Université Laval

### Chili
- Université pontificale catholique du Chili
- Université pontificale catholique de Valparaíso

### Colombie
- Université pontificale Javeriana
- Université pontificale bolivarienne

### Côte d'Ivoire
- Université catholique de l'Afrique de l'Ouest, Abidjan

### Cuba
- Université catholique de Saint-Thomas de Villeneuve

### République dominicaine
- Université pontificale Madre y Maestra

### Équateur
- Université pontificale catholique de l'Équateur

### Espagne
- Université de Navarre
- Université pontificale de Salamanque
- Université pontificale Comillas de Madrid
- Université de Deusto

### États-Unis
- Université catholique d'Amérique
- Maison dominicaine des études
- École jésuite de théologie à Berkeley
- École jésuite de théologie à Weston
- Séminaire Saint-Joseph de Dunwoodie, N.Y.
- Séminaire Sainte-Marie de Baltimore

### France
En France, l'article L731-14 du Code de l'éducation dispose que « Les établissements d'enseignement supérieur privés ne peuvent en aucun cas prendre le titre d'universités. ». Bien qu'ils délivrent des diplômes d'État, il n'existe en France aucun établissement d'enseignement supérieur privé qui puisse se qualifier d'université en raison de cette législation.
Toutefois, la Faculté de théologie catholique de l'Université de Strasbourg — en vertu du droit local en Alsace et en Moselle, où la séparation de l'Église et de l'État ne s'applique pas — est reconnue par le Saint-Siège et ses diplômes d'État correspondent également aux grades canoniques, c'est-à-dire au cursus reconnu par l'Église catholique. 
Actuellement, on dénombre six établissements catholiques d'enseignement supérieur reconnus par le Vatican :
- Université catholique de Lille
- Université catholique de Lyon
- Institut catholique de Paris
- Institut catholique de Toulouse
- Université catholique de l'Ouest
- Institut catholique de Vendée qui est devenu le sixième institut universitaire officiellement reconnu par l'Église catholique en 2010.

Toutefois, depuis 2004, l'UNFL (Union des Nouvelles Facultés Libres), présidée par Michel Boyancé, regroupe des instituts catholiques d'études universitaires de l'Ouest de la France récents et des établissements supérieurs libres de sensibilité catholique fondés après mai 1968 :
- ICES Institut catholique de Vendée
- FACO (Faculté libre de droit, d’économie et de gestion (FACO Paris))
- IPC (IPC - Facultés Libres de Philosophie et de Psychologie)
- CEPHI (Centre d'études philosophique)
- IRCOM (Institut des relations publiques et de la communication)
- ICR (Institut catholique de Rennes)

### Guatemala
- Université de Landivar

### Inde
- Institut pontifical de théologie et de philosophie
- Institut pontifical oriental d'études religieuses

### Irlande
- St Patrick's College de Maynooth

### Italie
- Université pontificale de Saint-Antoine
- Université pontificale Saint-Thomas-d'Aquin
- Université pontificale de la Sainte-Croix
- Université pontificale grégorienne
- Université pontificale urbanienne
- Université pontificale du Latran
- Université pontificale salésienne
- Université catholique du Sacré-Cœur
- Faculté pontificale de théologie Saint-Bonaventure
- Faculté pontificale de théologie Teresianum
- Athénée pontifical Regina Apostolorum
- Institut pontifical Jean-Paul II
- Institut pontifical de musique sacrée

### Japon
- Université Sophia

### Liban
- Université Saint-Esprit de Kaslik
- Université Saint-Joseph de Beyrouth

### Panama
- Université de S. Marie La Antigua

### Paraguay
- Université catholique de Notre-Dame de l'Assomption

### Pays-Bas
- Université catholique de Nimègue

### Pérou
- Université pontificale et civile de théologie
- Université catholique pontificale du Pérou

### Philippines
- Université pontificale et royale de Saint-Thomas

### Pologne
- Université pontificale Jean-Paul II de Cracovie (UPJPII) ((pl) Uniwersytet Papieski Jana Pawła II w Krakowie (la) Pontificia Universitas Cracoviensis Ioannis Pauli II), créée en 1981 sous le nom d'Académie pontificale de théologie de Cracovie ((pl) Papieska Akademia Teologiczna w Krakowie, (la) Pontificia Academia Theologica Cracoviensis)
- Faculté pontificale de théologie de Varsovie (pl) ((pl) Papieski Wydział Teologiczny w Warszawie (PWTW), (la) Pontificia Academia Theologica Varsoviensis)
- Faculté pontificale de théologie de Wrocław (pl) ((pl) Papieski Wydział Teologiczny we Wrocławiu (PWT) (la) Pontificia Facultas Theologica Wratislaviensis)
- Université catholique de Lublin

### Portugal
- Université catholique portugaise

### Porto Rico
- Université pontificale catholique de Puerto Rico

### Taïwan
- Université catholique Fu-Jen

### Uruguay
- Université catholique d'Uruguay

### Venezuela
- Université catholique Andrés-Bello